# Så hav nu, själ, ett fröjdfullt mod
Så hav nu, själ, ett fröjdfullt mod är en psalmtext med sex 5-radiga verser och den enradiga körtexten: Halleluja, halleluja, halleluja, vår Gud, som upprepas efter varje vers.

## Publicerad i
- Herde-Rösten 1892 som nummer 575 med titeln "Herren är from och god" under rubriken "Tröst och uppmuntran".